# 張若溎
張若溎（1703年—1787年），字墨莊、樹穀、若穀，安徽省安慶府桐城縣（今安徽省桐城縣）人，清朝政治人物。

## 生平
雍正七年（1730年）鄉試中舉；雍正八年（1731年）登二甲七十五名進士。任兵部車駕司主事。
乾隆元年（1736年）監督裕豐倉，改任順天武鄉試同考官。乾隆十四年，任順天鄉試同考官。乾隆十四年，任兵部職方司主事；后升任員外郎。乾隆十五年，改任會典館纂修官。
乾隆十七年（1752年），任江西道監察御史。乾隆十八年，任順天鄉試同考官。乾隆二十二年（1757年），任鴻臚寺少卿、鴻臚寺卿。乾隆二十七年（1762年），改任大理寺少卿。乾隆三十年，提督山東學政。次年改任太僕寺卿。乾隆三十二年，任通政使司通政使。
乾隆三十三年（1768年），任都察院左副都御史、刑部右侍郎。乾隆三十四年，任殿試讀卷官、武會試正考官。乾隆三十五年，署工部右侍郎、都察院左都御史。乾隆三十六年，任殿試讀卷官。乾隆三十六年，任順天鄉試正考官。乾隆三十八年，任四庫全書館副總裁。乾隆四十年，任朝考閱卷官、殿試讀卷官。卒年八十五。

## 家族
- 張秉彝 (曾祖)
- 張英 (祖)
- 張廷瓚 (伯父)、張廷玉 (從父)、張廷瑑 (叔父)、張廷璐 (叔父)
- 張若澄 (從兄弟)、張若靄 (從兄弟)、張若渟 (從兄弟)
- 張曾敞、張曾修、張曾產、張曾敘、張曾謙、張曾誼 (姪)

### 書目
- 《國立故宮博物院圖書文獻處清史館傳稿》
- 中央研究院歷史語言研究所內閣大庫檔案
- 清道光二十年刻本，《濟南府志》
- 清道光七年修、十四年刻本，《續修桐城縣志》
- 清光緒四年刻本，《重修安徽通志》引《桐城縣志》